# فوز مونغ
فوز مونغ (بالبورمية: မန်းဝင်းမောင်)‏ (و. 1916 – 1989 م) هو سياسي من بورما .